# Курорт Киран
Куро́рт Кира́н — посёлок в Кяхтинском районе Бурятии. Входит в сельское поселение «Усть-Киранское».
Курорт-грязелечебница местного значения.

## География
Курорт Киран расположен на восточном берегу озера Киран, в 30 км к востоку от города Кяхта и в 11 км южнее центра сельского поселения — села Усть-Киран. В одном километре юго-западнее посёлка проходит региональная автодорога Р441 Мухоршибирь — Бичура — Кяхта, в полутора километрах к северо-востоку протекает река Чикой.

## История
Целебные свойства озера Киран используются с XIX века. Земли были приписаны к 6-у Киранскому станичному обществу Забайкальского казачьего войска. В 1825 году кяхтинскими купцами построена первая грязелечебница. В 1850 году на озере Киран была создана лечебница для сибирских линейных батальонов, которая просуществовала до 1862 года. В 1885 году на озере был построен Киранский солеваренный завод.
Посёлок Курорт Киран был основан в 1948 году. С 1949 года действует грязелечебница, являвшаяся филиалом Кяхтинской районной больницы. В советское время курорт имел всесоюзное значение. Ныне лечебница находится в частной собственности.

## Население
| 2002 | 2010 |
| ---- | ---- |
| 104  | ↗145 |

## Инфраструктура
ТОС «Озёрный», фельдшерско-акушерский пункт, клуб, почтовое отделение.